# Dommartin-sous-Amance
 Dommartin-sous-Amance  es una población y comuna francesa, en la región de Lorena, departamento de Meurthe y Mosela, en el distrito de Nancy y cantón de Malzéville.

## Demografía
| 172 | 221 | 279 | 300 | 282 | 290 |
| Para los censos de 1962 a 1999 la población legal corresponde a la población sin duplicidades (Fuente: INSEE [Consultar]) |     |     |     |     |     |